# Choga (kiến trúc)

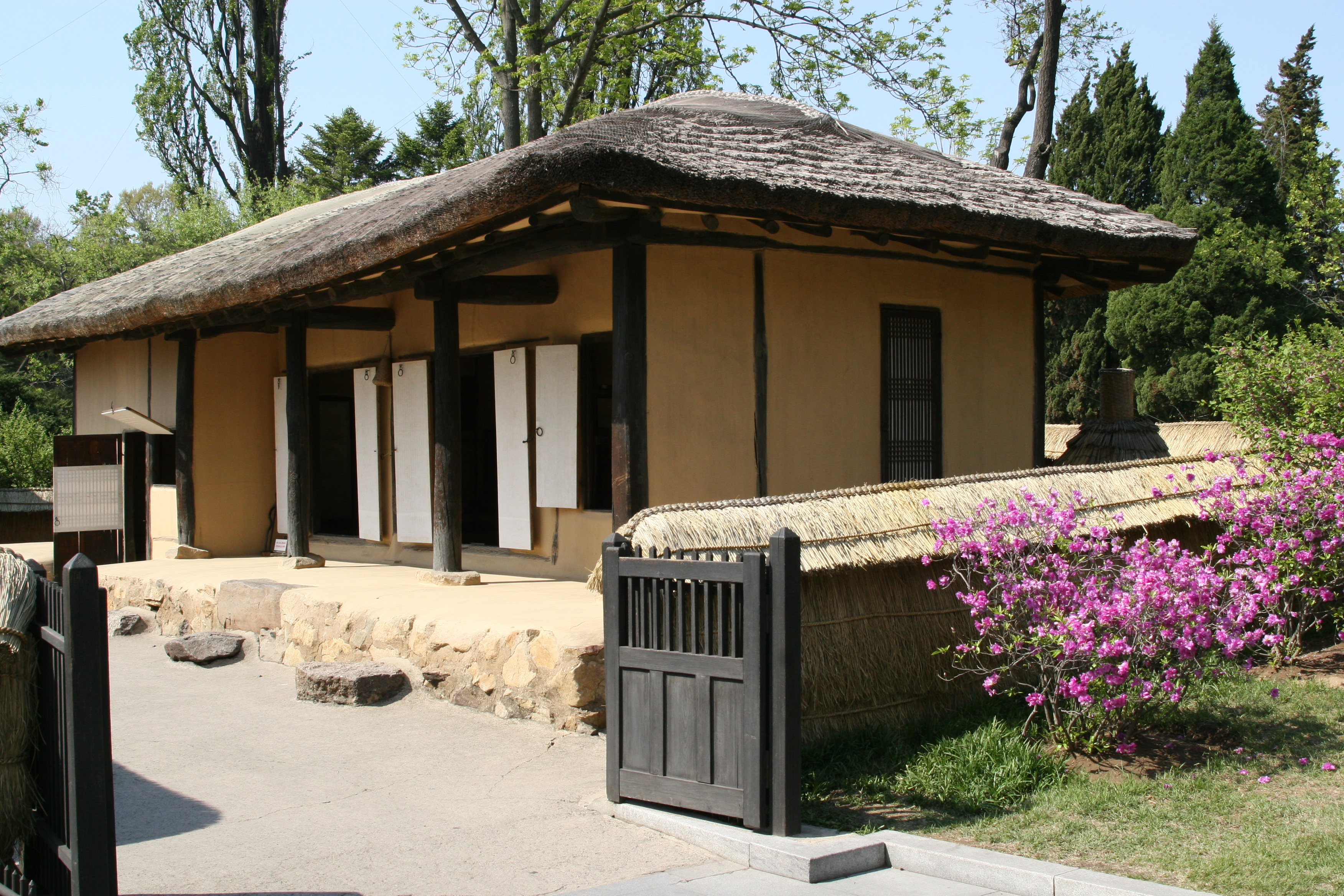
Nhà Choga của Kim Il Sung gần Bình Nhưỡng Pyongyang

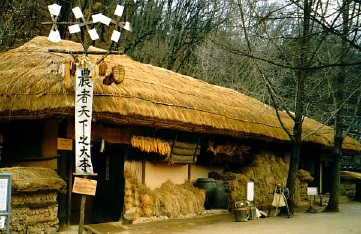
Nhà choga tại làng dân tộc Triều Tiên ở Hàn Quốc

Choga (초가; 草家, Thảo gia) là 1 trong 2 kiểu nhà truyền thống gần gũi với tự nhiên của Triều Tiên. Vật liệu chính là cỏ, gỗ và đất, hay còn gọi là nhà tranh kiểu Hàn Quốc, tương tự vậy cũng có kiểu nhà ngói "waga" (瓦家)
Nhà choga đặc biệt phổ biến với nông dân và tầng lớp thu nhập thấp trong xã hội truyền thống Triều Tiên. Một số loài cây chẳng hạn bầu, bí có thể trồng leo lên mái choga. Một nhược điểm lớn của loại nhà này là chúng mục nát nhanh chóng đòi hỏi phải tu bổ thường xuyên.

## Kiểu dáng
Có 4 kiểu nhà Choga bao gồm:
- Kiểu nhà Hotjip, trong đó các phòng được bố trí thành một hàng ngang (hình chữ 一), có ở tất cả các tỉnh trừ Hamgyeong và Jeju. Kiểu này phổ biến với tá điền (nông dân đi ở đợ) và nông dân ít đất.
- Kiểu nhà Gyeop-jip trong đó có 2 dãy phòng kết nối chung vào 1 không gian sàn gỗ (hình chữ ㄈ), thường thấy ở Jeju và một số vùng bờ biển phía Nam.
- Kiểu nhà Yangtong-jip trong đó có 3 dãy cột, tạo nên 2 dãy phòng song song nhau, ở giữa là hành lang chung, phổ biến ở bắc và nam Hamgyeong, dọc theo bờ biển phía Đông và vùng Andong tỉnh bắc Gyeongsang.
- Kiểu nhà Gobeunja-jip có kết cấu hình chữ ㄱ, xuất hiện ở vùng trung bắc dãy núi Sobaek Yeongnam, Honam và Kwanseo.